# 菊池俊
菊池 俊（きくち しゅん）は、日本のミュージカル俳優である。劇団四季所属。

## 出演作品
- 嵐の中の子どもたち（ケン）
- コーラスライン（ラリー）
- アラジン（男性アンサンブル6枠）
- バケモノの子（一郎彦（青年））[1]
- エルコスの祈り（ジョン）
- ウィキッド（男性アンサンブル3枠）